# Rifugio Vieux Crest
Das  Rifugio Vieux Crest (oder Refuge Vieux Crest bzw. Albergo Vieux Crest) ist eine Schutzhütte im Aostatal in den Walliser Alpen. Sie liegt in einer Höhe von 1935 m im Seitental Valle d'Ayas in der Nähe des Vallone di Cuneaz innerhalb der Gemeinde Ayas. Die Hütte wird von Mitte Dezember bis Mitte April sowie von Ende Juni bis Anfang September bewirtschaftet und bietet in dieser Zeit 36 Bergsteigern Schlafplätze.
Die Hütte wird im Rahmen des Höhenwanderwegs Alta via della Val d'Aosta n.1 begangen.

## Aufstieg
Von Champoluc, einem Ortsteil von Ayas, erreicht man die Hütte auf bequemen Wegen binnen 45 Minuten. Man folgt dabei den Beschilderungen zum Ortsteil Crest. Alternativ kann man die Seilbahn von Champoluc nehmen.

## Geschichte
Die Schutzhütte in ihrem heutigen Erscheinungsbild ist Teil des alten Dorfs Crest und wurde im Jahr 1997 eingeweiht. Sie gehört zu einer der Hütten, die während der aostataler Trekkingtour "Tour de Six" erreicht wird.

## Tourenmöglichkeiten

### Übergänge
- Übergang zur Schutzhütte Rifugio Alpenzù (1779 m) über den Colle di Pinter (2777 m).
- Übergang zur Schutzhütte Rifugio Giovanni Battista Ferraro (2066 m).
- Übergang zur Schutzhütte Rifugio Guide Frachey (2072 m).
- Übergang zur Schutzhütte Rifugio Arp (2400 m).
- Übergang nach Gressoney - Stafal über den Passo del Rothorn (2689 m)

### Gipfeltouren
Folgende Gipfel können von der Hütte erreicht werden:
- Testa Grigia (auch Grauhaupt genannt) (3315 m)
- Monte Sarezza (2880 m)